# San Juan Capistrano, California

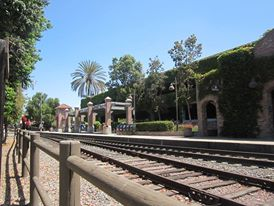
San Juan Capistrano Station

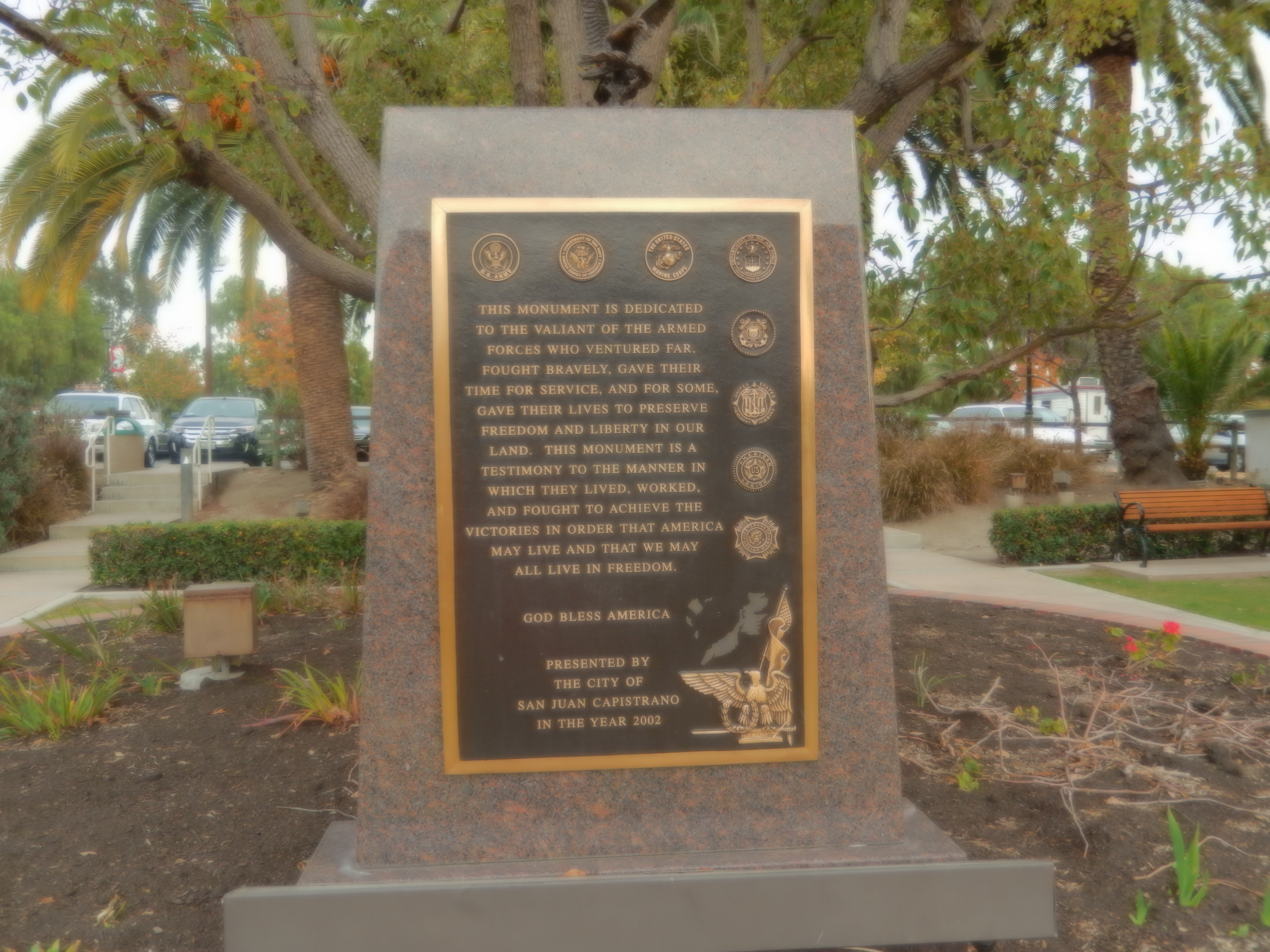
Veterans monument at San Juan Capistrano

San Juan Capistrano, California là một thành phố ở quận Cam, tiểu bang California, Hoa Kỳ. Thành phố có diện tích 37,024 km2, dân số thời điểm điều tra năm là 34.593 người, tăng so với 33.826 người từ đợt điều tra dân số năm 2000.
Thành phố đã được tạo lập quanh trụ sở Hội truyền giáo San Juan Capistrano, và tòa nhà và cửa hiệu ở trung tâm có kiến trúc Tây Ban Nha. Đây là nơi có sự đa dạng về nhà cửa lớn ở Quận Cam, bao gồm cả những nhà xây dựng trước năm 1900 tại khu vực trung tâm (một số là Adobes từ thế kỷ thứ 18).